# A Scientific Support for Darwinism
A Scientific Support for Darwinism ou Um apoio científico para o darwinismo (e para as escolas públicas não ensinarem "desenho inteligente" como ciência) é uma contrapetição em contraste à petição A Scientific Dissent from Darwinism de 2001, lançada pelo Discovery Institute. A petição de apoio ao Darwinismo constitui-se de cientistas que apoiam a evolução, foi inspirada pelo Projeto Steve e teve inicio em 2005 pelo arqueólogo R. Joe Brandon. A petição obteve, durante apenas quatro dias, assinaturas de 7.733 cientistas dando apoio à Teoria da Evolução.
A petição do instituto "Discovery" foi divulgada em 2005, pela cobertura da mídia dos esforços do Instituto para introduzir a hipótese pseudocientífica, desenho inteligente, nas aulas de ciências e da oposição a esses esforços no caso Kitzmiller v. Dover Área Distrito Escolar. Brandon notou que apenas cerca de 80 dos que constam da petição da dissidência tinham experiência em uma área relevante para a evolução. Portanto, Brandon decidiu criar sua própria petição de cientistas apoiando a teoria da evolução. A petição foi hospedada em ShovelBums.org, mas desde então foi removida do site.

## Comparação entre as petições
| A SCIENTIFIC DISSENT FROM DARWINISM                                  | A SCIENTIFIC SUPPORT FOR DARWINISM                                 |
| -------------------------------------------------------------------- | ------------------------------------------------------------------ |
| Duração: 17 anos                                                     | Duração: 04 dias                                                   |
| Total de Assinaturas: 684 (em curso)                                 | Total de Assinaturas: 7.733                                        |
| Período: 2001 até a atualidade                                       | Período: 28/09/2005 até 01/10/2005                                 |
| Origem: Discovery Institute                                          | Origem: R. Joe Brandon                                             |
| Detalhe: Assinada por 0,01% dos cientistas ligados ao estudo da vida | Detalhe: Assinada por 68% dos cientistas ligados ao estudo da vida |

## Resultados

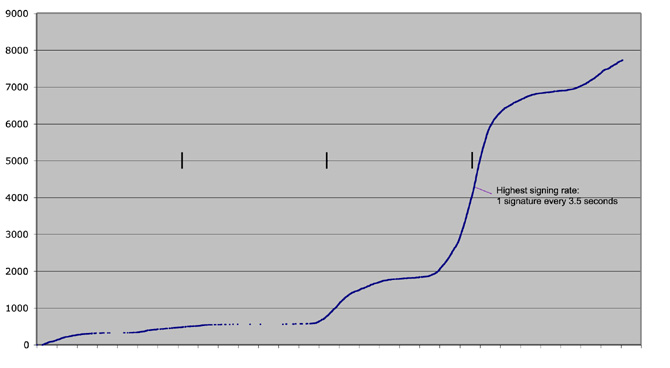
Um gráfico que mostra o número de assinaturas em quatro dias (cortesia de Mark Sidall)

Em quatro dias no outono de 2005, começando em 28 de setembro de 2005 e terminando às 16h09, horário do leste dos EUA, 1º de outubro de 2005, a petição apoiando o "darwinismo" reuniu 7.733 assinaturas verificadas de cientistas interessados. Destes, 6.965 eram residentes nos Estados Unidos e 4.066 tinham PhDs. A "Petição de Quatro Dias" foi realizada sem financiamento externo ou assistência de qualquer sociedade profissional. O esforço foi feito por e-mail.
Entre os signatários estavam 21 membros da Academia Nacional de Ciências dos Estados Unidos, nove ganhadores do MacArthur Fellowship e um ganhador do Prêmio Nobel. De acordo com a análise de Brandon, daqueles que assinaram sua petição, havia
- 3.385 com biologia em seu título
- 850 com antropologia / arqueologia
- 680 com evolução e ecologia
- 394 do campo da genética
- 270 de geologia e campos relacionados
- 234 das áreas de física, astronomia ou ciências espaciais
- 111 químicos
- 110 psicólogos
- 75 cientistas da computação
- 50 engenheiros

Portanto, cerca de 68% dos que assinaram a petição de Brandon trabalham em campos relacionados à biologia (usando as quatro primeiras categorias da lista acima). Esta petição de "Apoio Científico" coletou assinaturas em um ritmo rápido. As respostas à petição de Brandon chegaram a uma taxa de 697.000% mais rápido do que as assinaturas coletadas na petição A Scientific Dissent from Darwinism do Discovery Institute. 